# Das Fräulein
Pour plus de détails, voir Fiche technique et Distribution.
Das Fräulein est un film germano-suisse réalisé par Andrea Staka, sorti en 2006.

## Synopsis
Ruza, 55 ans, a quitté depuis trente ans la Serbie, son pays d'origine. Elle vit maintenant à Zürich où elle mène une vie monotone, en tant que responsable de personnel dans une cantine. Son monde est alors bousculé par l'arrivée d'Ana, une belle jeune fille de 22 ans, qui arrive de tout droit de Sarajevo et semble renfermer un lourd secret.

## Fiche technique
- Titre : Das Fräulein
- Réalisation : Andrea Staka
- Scénario : Andrea Staka
- Production : Susann Rüdlinger, Samir
- Musique : Daniel Jakob, Till Wyler et Peter von Siebenthal
- Son : Max Vornhem
- Photographie : Igor Martinovic
- Montage : Gion-Reto Killias
- Décors : Su Erdt
- Pays de production :  Allemagne -  Suisse
- Société de production : Dschoint Ventschr Filmproduktion AG, Zürich / Quinte Film, Freiburg
- Format : Couleurs
- Genre : Drame
- Durée : 81 minutes
- Date de sortie : 2006

## Distribution
- Mirjana Karanovic : Ruza
- Marija Škaričić : Ana
- Ljubica Jović : Mila
- Pablo Aguilar : Fredi

## Récompenses
- Léopard d'or au Festival de Locarno 2006